# Зверев, Валентин Ильич
Валенти́н Ильи́ч Зве́рев (18 мая 1942, Чимкент — 12 июня 2011, Москва) — советский и российский флейтист и дирижёр, профессор.

## Биография
Музыкой начал заниматься в 13 лет в кружке дворца пионеров г. Воронежа. Через год поступил в Воронежское музыкальное училище по специальности флейта.
Окончил училище в 1960 г. и поступил в Ленинградскую государственную консерваторию (класс И. Ф. Януса). В 1984 г. окончил курс оперно-симфонического дирижирования в Ленинградской консерватории (класс Ю. Х. Темирканова).
1965—1969 гг. солист оркестра Театра оперы и балета имени Кирова (Мариинский театр), в 1965—1983 гг. — Государственного симфонического оркестра СССР, с 1984 г. — солист и дирижёр-ассистент Большого симфонического оркестра Всесоюзного радио и Центрального телевидения.
С 1965 по 1998 г. сделал много записей как солист-флейтист: концерты для флейты с оркестром Моцарта, Вивальди, Кванца, Мысливечека, Нильсена, произведения Глюка, Прокофьева, Рыхлика и др.
В 1988—1992 гг. — художественный руководитель камерного оркестра «Амадеус», солист оркестра «Виртуозы Москвы». С 1992 г. солист симфонического оркестра Санкт-Петербургской филармонии, руководитель камерного оркестра.
С 1998 по 2005 г. — профессор Сеульского арт-центра в Республике Корея. С 2005 г. — преподаватель кафедры духовых и ударных инструментов Московской консерватории.
Скончался в 2011 году.

## Награды
- II премия на Всесоюзном конкурсе духовых инструментов (1963 г.)
- Дипломант международного конкурса в Будапеште, где участвовал параллельно в конкурсе камерной музыки и сольной (флейта) (1965 г.)
- I премия Международного конкурса ARD в Мюнхене в составе организованного им духового квинтета (1966 г.)
- I премия Международного конкурса «Пражская весна» (1968 г.) (вторая премия — Джеймс Голуэй)
- II премия Международного конкурса ARD в Мюнхене в качестве солиста (1970 г., первая премия не присуждена)